# Als de dag van toen
Als de dag van toen is een lied uit 1975 van de Duitse zanger en schrijver Reinhard Mey. De Nederlandstalige tekst is afkomstig van Karel Hille.
Het is een vertaling van het lied Wie vor Jahr und Tag uit 1974 eveneens van Mey. 
Tijdens het Wereldkampioenschap voetbal 2006 is het liedje veelvuldig op de Nederlandse televisie te horen geweest in een reclamespot van Nationale-Nederlanden.
De opvolger Vergeef me als je kunt met op de B-kant Diplomatenjacht (tekst A-kant Karel Hille, B-kant Klaas Thomassen) werd ook in Heemstede "ingezongen". Dit keer met producer Eddy Hilberts.

## Cover
Op 7 juli 1997 heeft de Vlaamse groep Mama's Jasje deze hit heruitgebracht. Ze stonden hiermee 26 weken in de Vlaamse Ultratop 50 en haalden er de tweede plaats. In Nederland stonden ze 10 weken in de Single Top 100.

## NPO Radio 2 Top 2000
| Nummer met noteringen in de NPO Radio 2 Top 2000 | '99 | '00 | '01  | '02 | '03 | '04 | '05 | '06 | '07 | '08 | '09 | '10 | '11  | '12  | '13  | '14  | '15  | '16  | '17  |
| ------------------------------------------------ | --- | --- | ---- | --- | --- | --- | --- | --- | --- | --- | --- | --- | ---- | ---- | ---- | ---- | ---- | ---- | ---- |
| Als de dag van toen                              | 743 | 848 | 1297 | 826 | 967 | 938 | 822 | 606 | 791 | 741 | 811 | 931 | 1051 | 1080 | 1234 | 1473 | 1593 | 1485 | 1706 |

1. ↑  Een vetgedrukt getal geeft de hoogste notering aan.
2. ↑  Deze tabel is bijgewerkt tot en met de laatste editie (2024).